# Kurfürstendamm

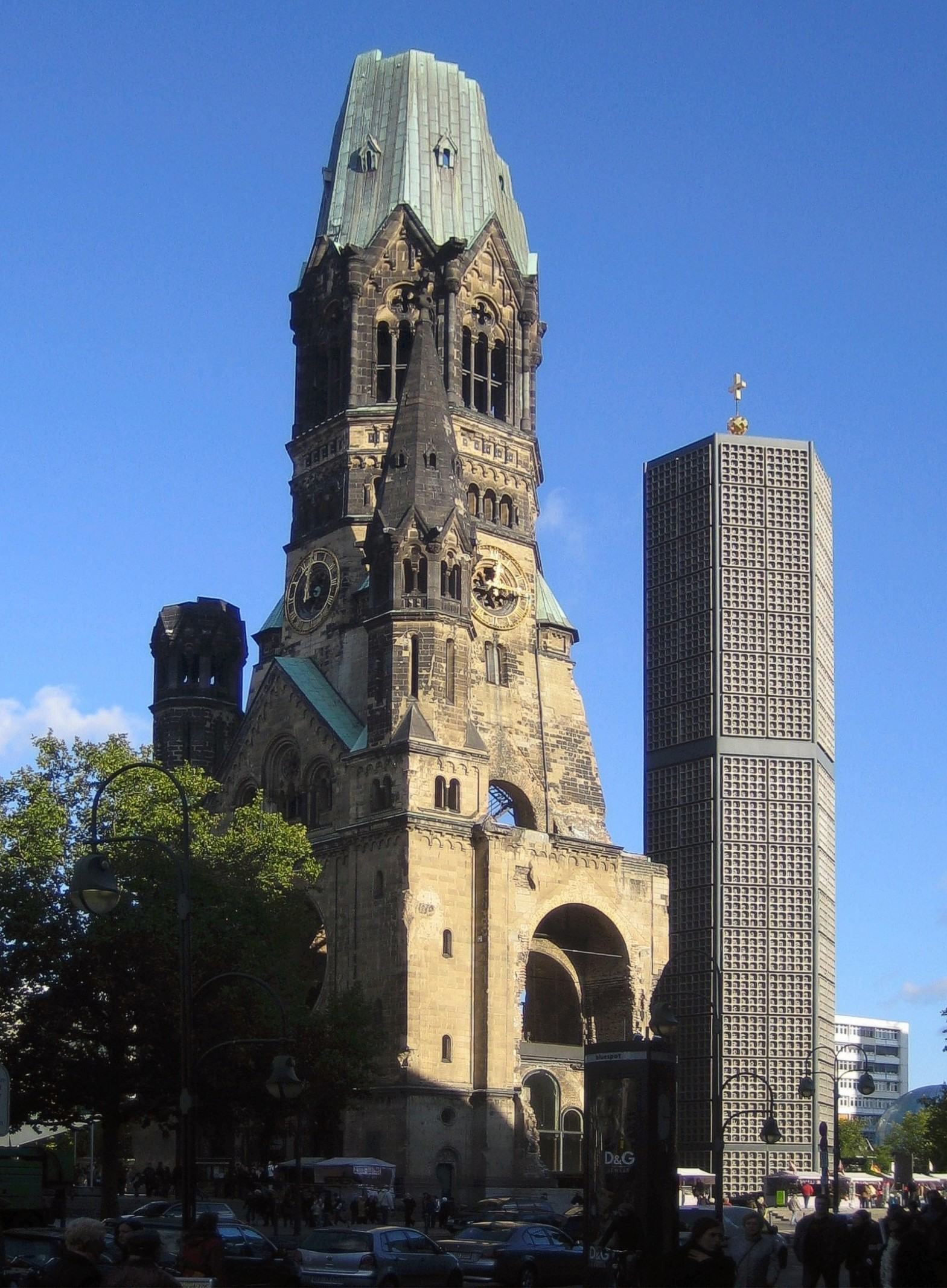
Gedächtniskirche på östra sidan av Kurfürstendamm.

Kurfürstendamm (Ku'damm) är västra Berlins (City West) allra mest kända affärsgata med ett brett urval av stora varuhus och butiker för internationella lyxmärken. Gatan har trots detta en avslappnad och ganska gemytlig atmosfär. I gatans östra ände ligger Breitscheidplatz med Kaiser-Wilhelm-Gedächtniskirche.

## Historia
Kurfürstendamm anlades 1542 som väg mellan Berlins stadsslott och Grunewalds jaktslott och var då ridväg åt kurfurstarna. Det äldsta belägget för vägens existens (utan namn) är "Plan géométral de Berlin et des environs" av ingenjören N. La Vigne. Efter ytterligare 100 år dyker för första gången namnet "Churfürsten Damm"  upp på en karta av Friedrich Wilhelm Karl von Schmettau. 5 februari 1873 skrev Otto von Bismarck ett ofta citerat brev till kabinettsrådet Gustav von Wilmowski där han för första gången yttrade tanken på en utbyggnad till en paradgata. Bismarck fick sin vilja igenom. 2 juni 1875 fastslogs breddningen av Kurfürstendamm från 25 meter till 53 meter genom en kabinettsorder. 1886 var gatan utbyggd och utvecklingen av boulevarden kunde börja. 
Fram till första världskriget utvecklade sig Kurfürstendamm i ett raskt tempo från en förnäm bostadsgata i det nya västra Berlin till ett nöjes-, handels- och kulturellt centrum. Kurfürstendamm blev som plats för borgerlig självhävdelse och kulturell utbrytning en konkurrent till den gamla paradgatan Unter den Linden. Här fanns bl.a. Café des Westens och än idag  Café Kranzler.
Kurfürstendamm når sin höjdpunkt under Weimarrepubliken och blir för många synonym med det glada 20-talet ("die Goldenen Zwanziger Jahren"). Under de olympiska sommarspelen 1936 ger gatan fortfarande internationellt glans men dess nedgång har redan börjat. Nazisterna hatar allt som Kurfürstendamm representerar med sitt intellektuella ifrågasättande, internationalism, konstnärliga kreativitet, provokation, frihet, kommers, själ och kultur. Nazisterna fördriver judarna som starkt präglat bilden och imagen av Kurfürstendamm. Kurfürstendamm försvinner och under kriget förstörs området av de allierades bomber. 
Under det kalla kriget och Berlins delning blev Kurfürstendamm ett skyltfönster för väst och Västtysklands Wirtschaftswunder. Gatan blev ett demonstrationsobjekt för en nyfunnen självkänsla. Efter delningen blev Kurfürstendamm Västberlins affärscentrum, framförallt i den östliga ändan i närheten av Bahnhof Zoo. Begreppet Ku'damm blev synonymt med flanörstråk och gatumusikanter på Breitscheidplatz. Efter murens fall 1989 har Kurfürstendamms betydelse minskat då fler kulturella möjligheter öppnats i Mitte med en renässans för Unter den Linden och Potsdamer Platz. Trots detta har Kurfürstendamm fortsatt varit populärt med fortsatt många teatrar, butiker och utställningshallar samt med nybyggnationer som Upper West.

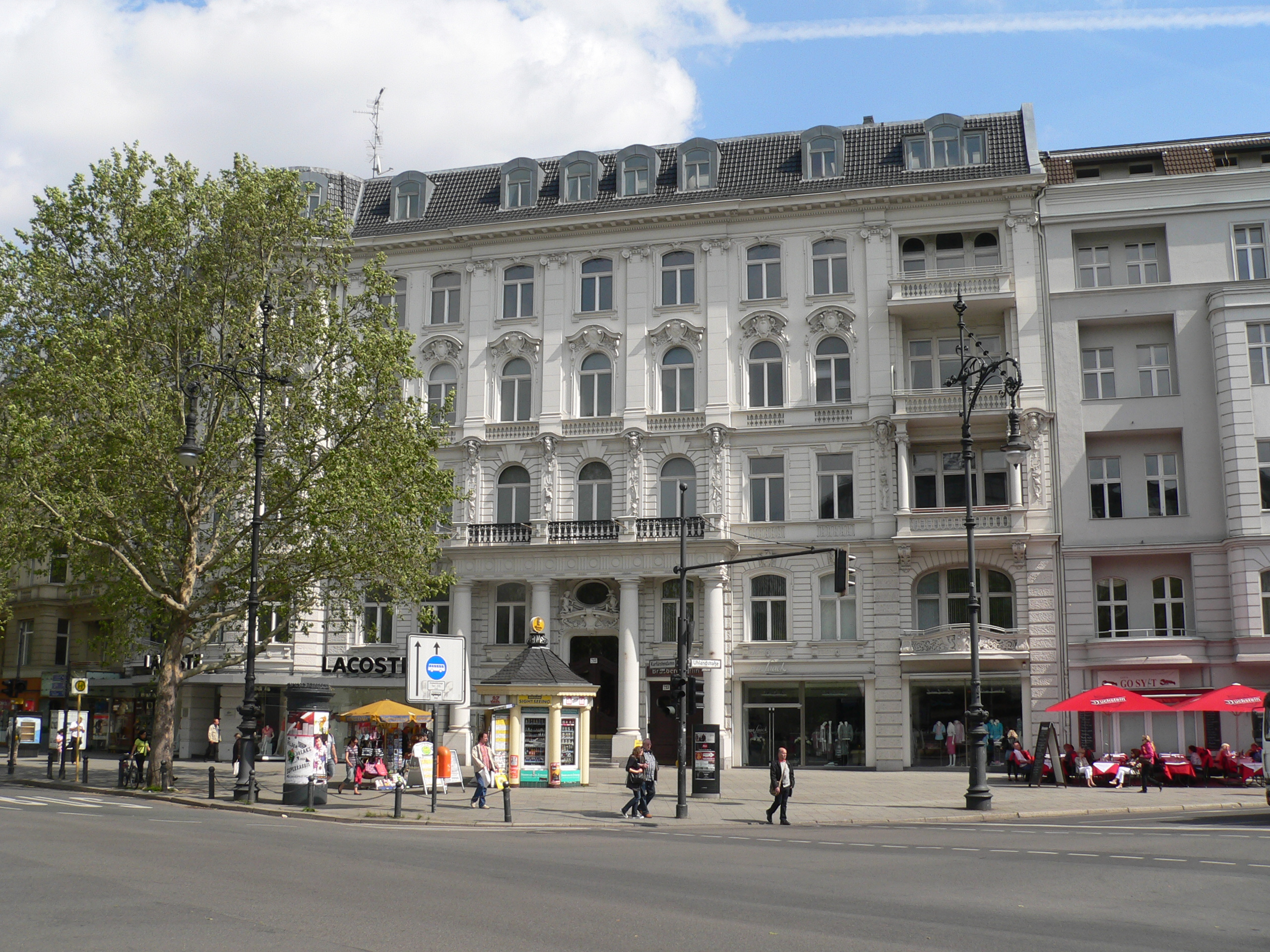
Kürfürstendamm och Uhlandstraße
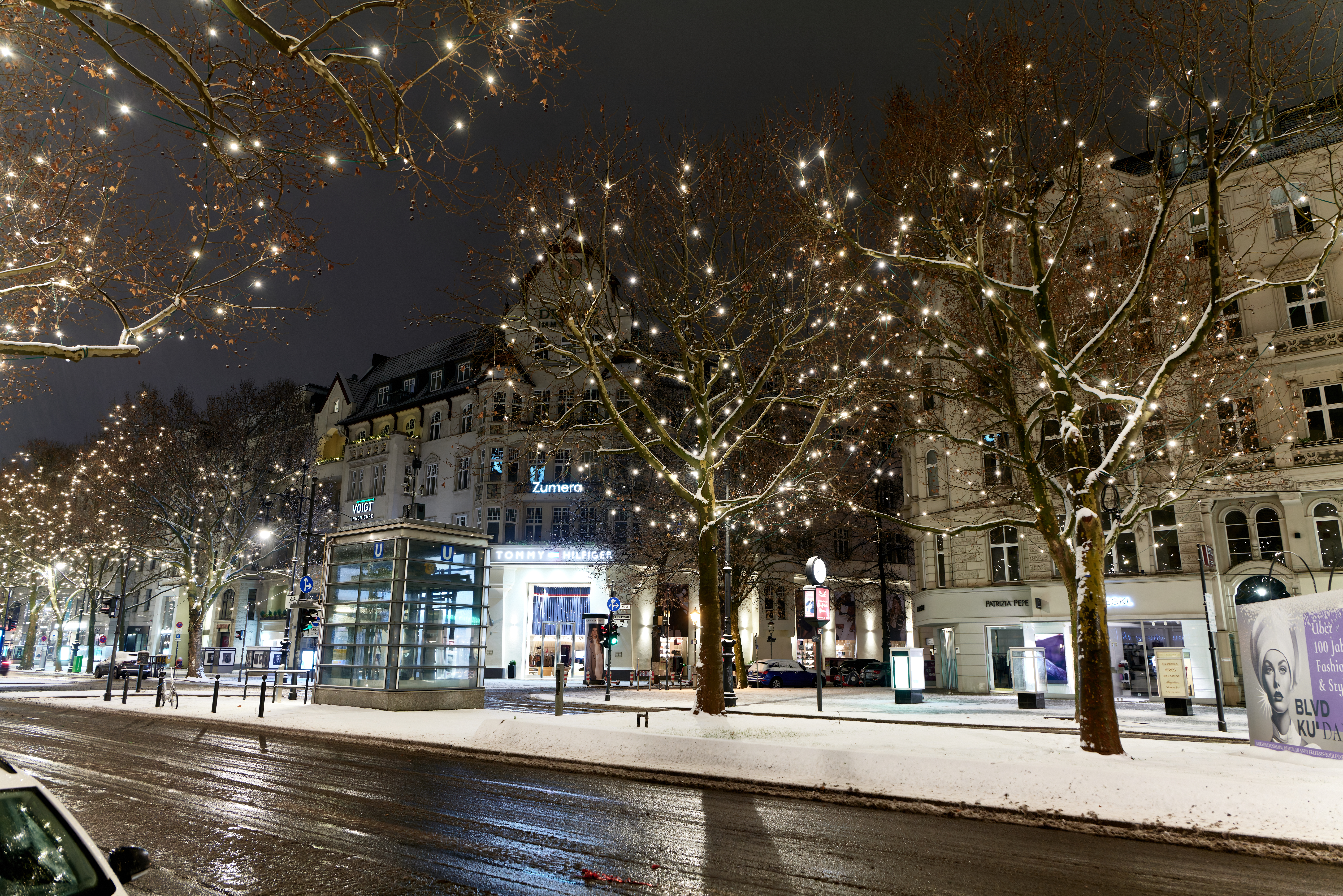
Kurfürstendamm vid Adenauerplatz
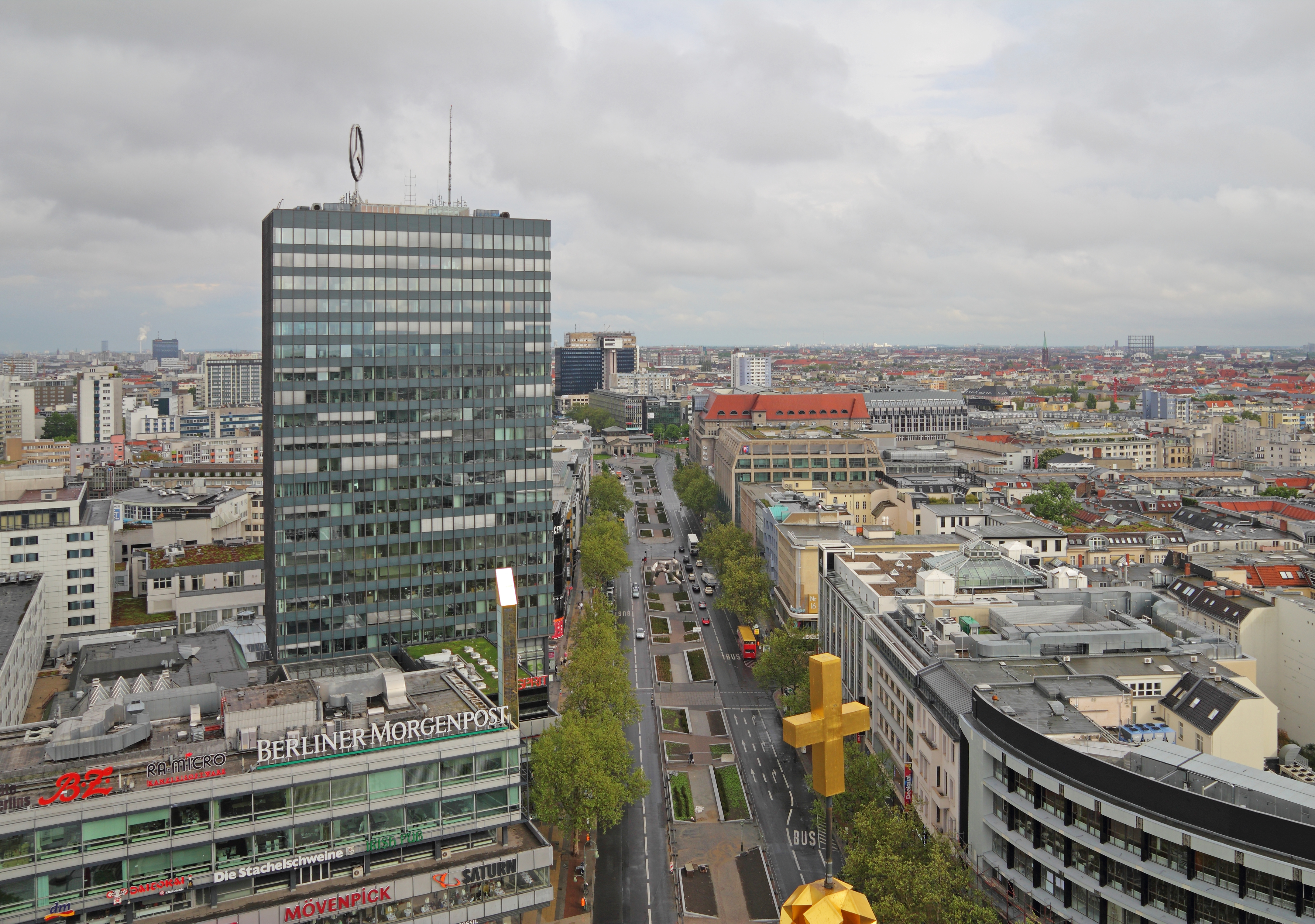
Europa Center och Kurfürstendamm
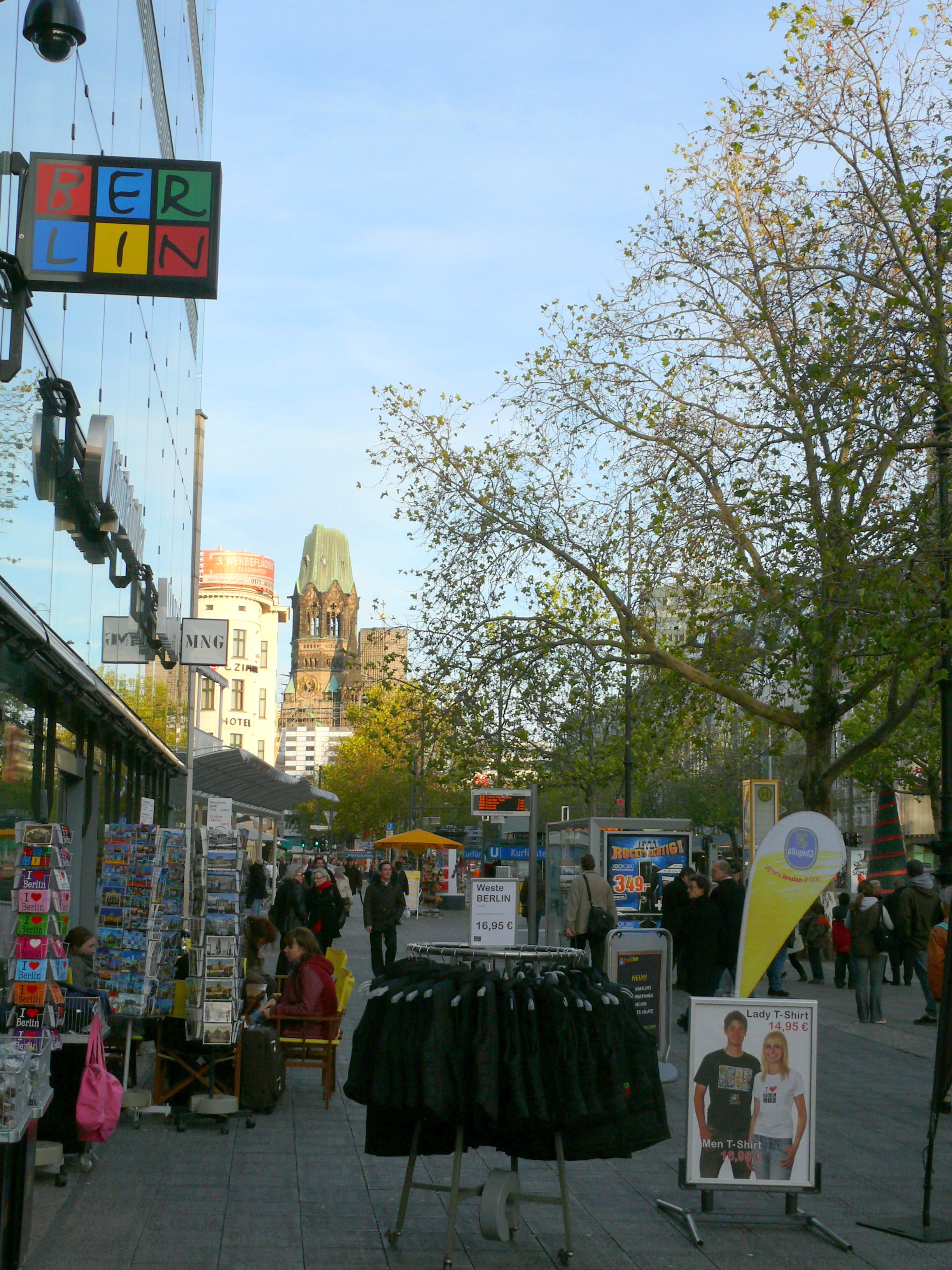
Kurfürstendamm och Gedächtniskirche
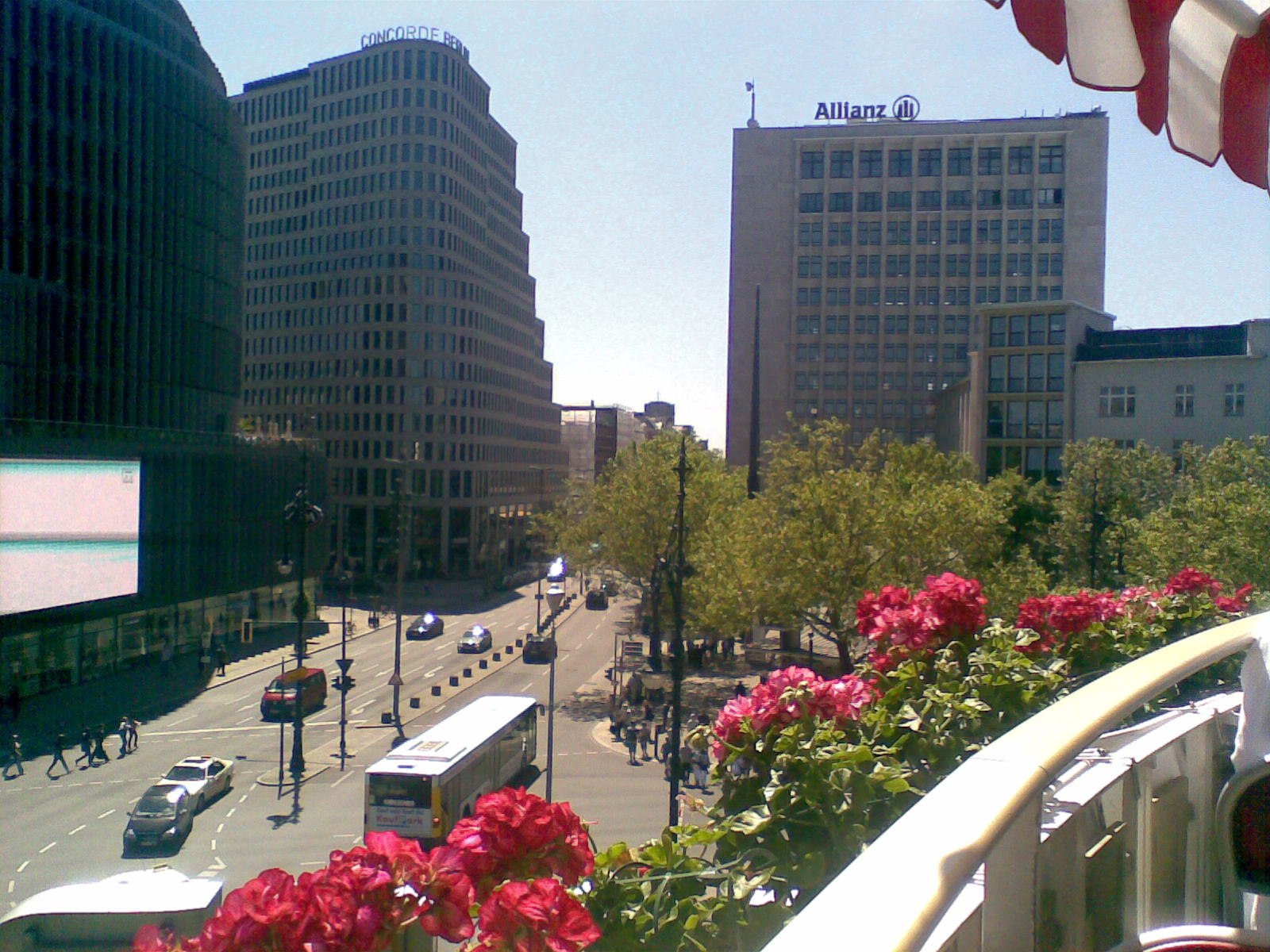
Kurfürstendamm och Joachimstaler Straße
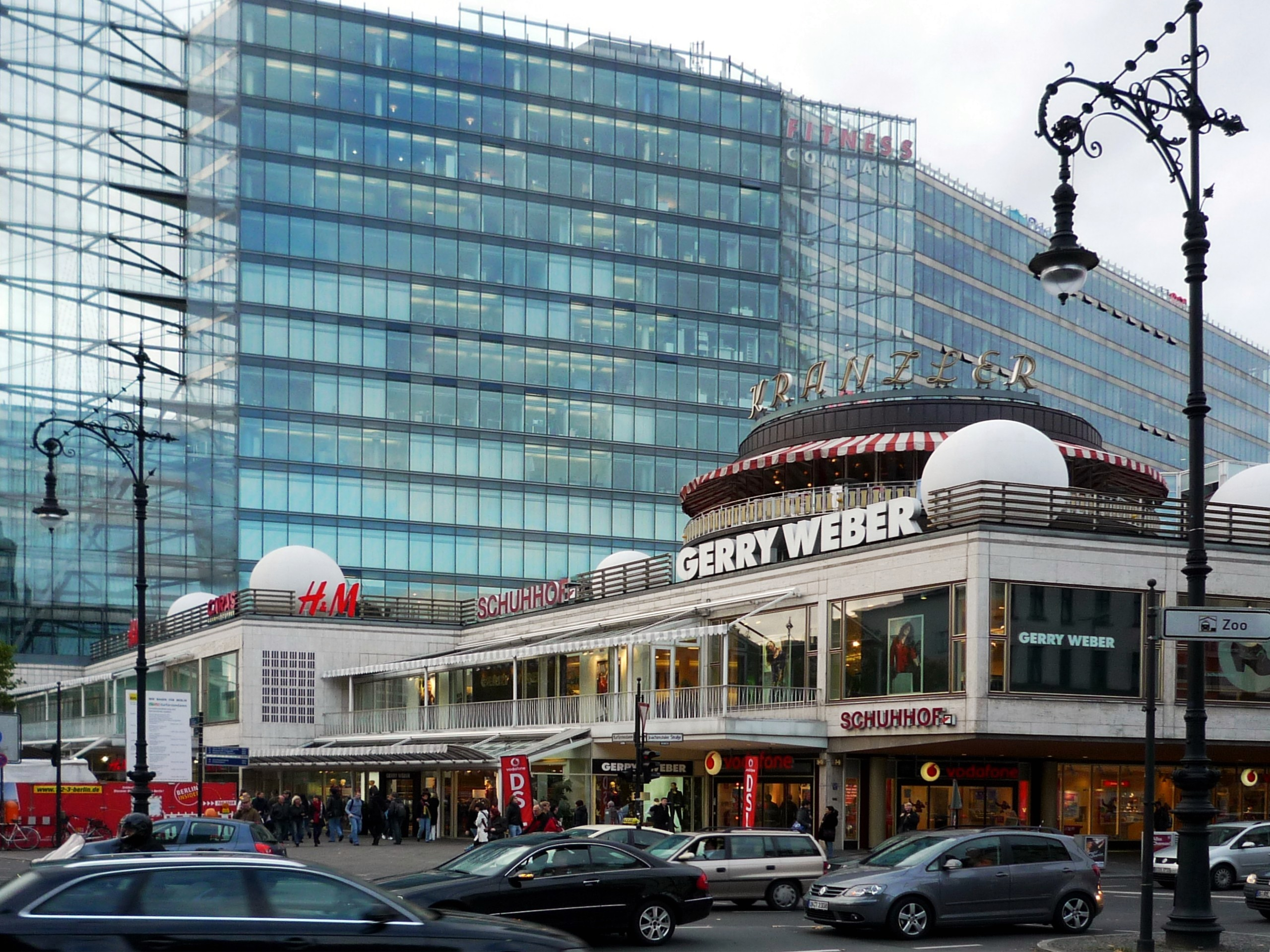
Kurfürstendamm och Joachimstaler Straße (Café Kranzler-Eck)
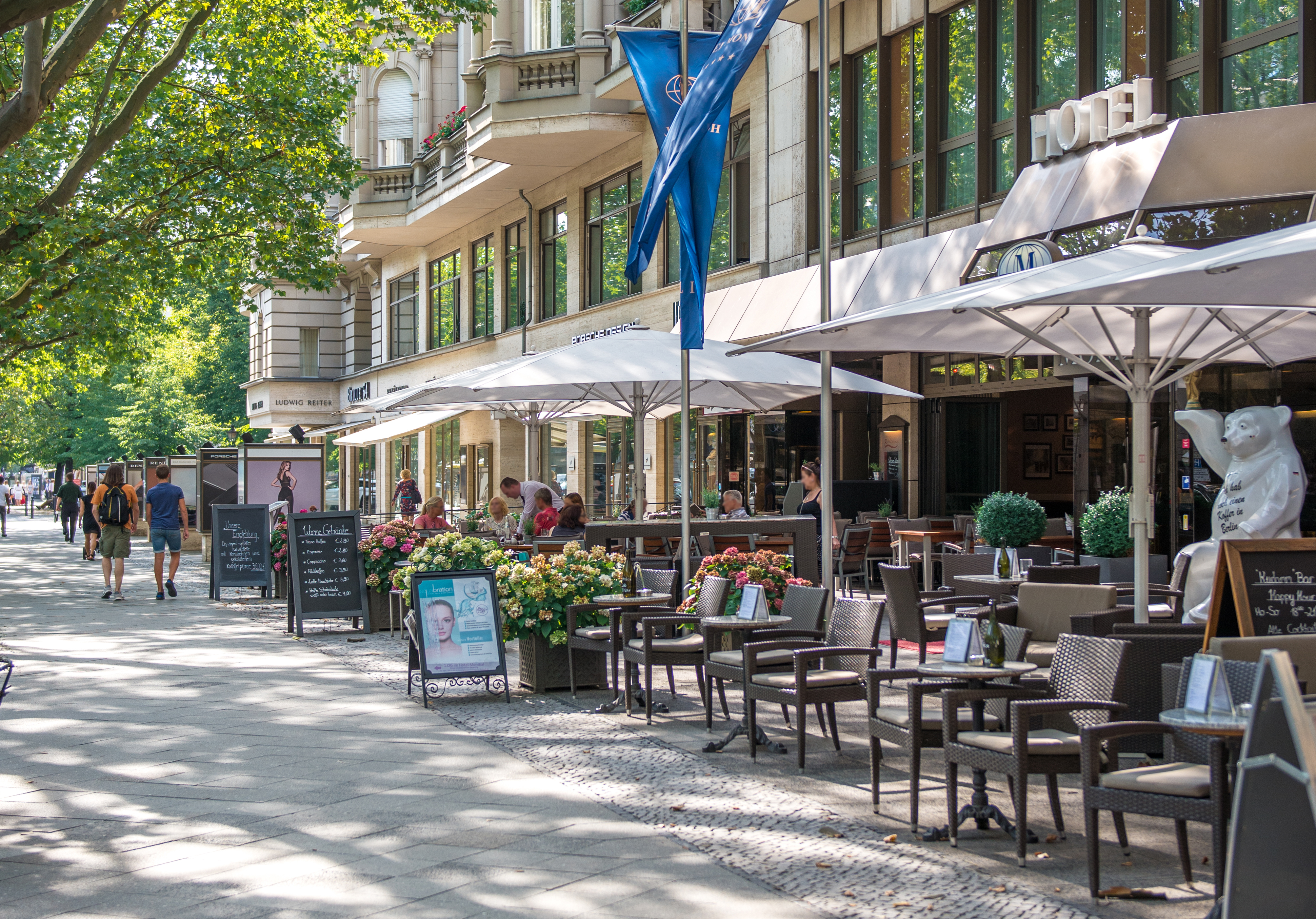
Kürfurstendamm
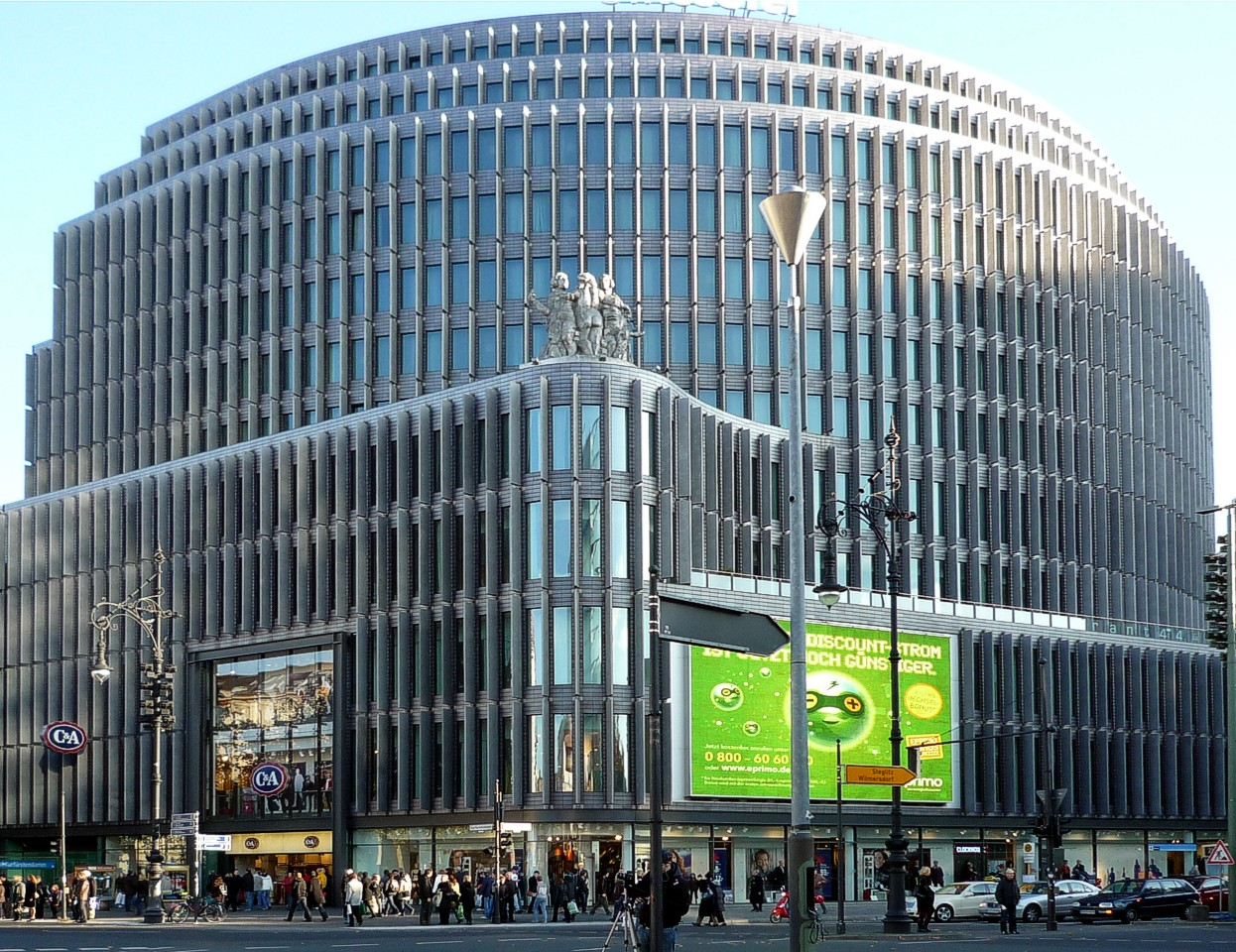
Kurfürstendamm och Joachimstaler Straße (Ku'damm-Eck)
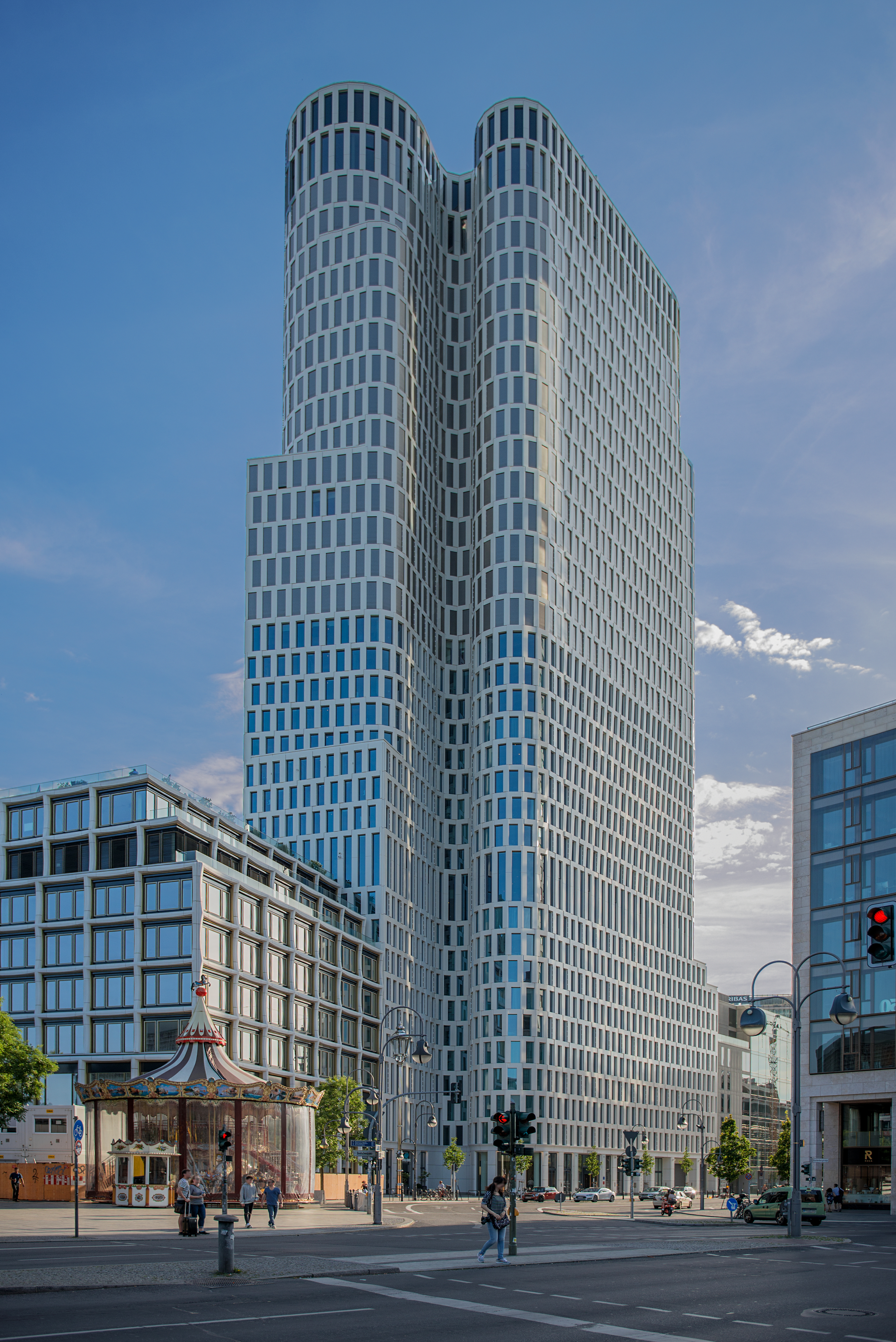
Upper West nära Kurfürstendamm
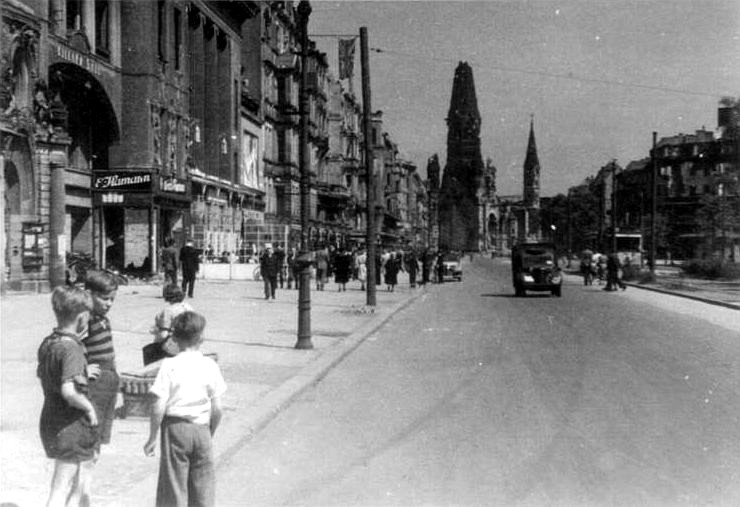
Kurfürstendamm, Sommaren 1945